# Brügg
Brügg – gmina (niem. Einwohnergemeinde) w Szwajcarii, w kantonie Berno, w regionie administracyjnym Seeland, w okręgu Biel/Bienne. 

## Demografia
W Brügg mieszka 4 371 osób. W 2020 roku 24,5% populacji gminy stanowiły osoby urodzone poza Szwajcarią.

## Transport
Przez teren gminy przebiegają autostrady A5 i A6 oraz droga główna nr 6.